# Xã Packard Springs, Quận Carroll, Arkansas
Xã Packard Springs (tiếng Anh: Packard Springs Township) là một xã thuộc quận Carroll, tiểu bang Arkansas, Hoa Kỳ. Năm 2010, dân số của xã này là 735 người.